# N-330 (Spanje)
De N-330 is een weg in de Spaanse regio's Valencia, Castilië-La Mancha en Aragón. Delen van de N-330 zijn onderdeel van de Europese weg 7.

## Route

### Somport - Jaca - Sabiñánigo
Vanaf de Franse grens gaat het door de tunnel van Somport (12 km) naar Huesca. Na veertig kilometer passeert de N-330 de stad Jaca. Hier verlaat de N-330 de vallei van de Aragon en voert deze over een vlak zadel naar Sabiñánigo. Bij Sabiñánigo is er een uitwisseling met de N-260 mogelijk. In noordelijke richting vertrekt de N-260a naar de 1794 meter hoge Portalet; in oostelijke richting gaat de N-260 in de richting van Aínsa-Sobrarbe, vanwaar de route naar de Bielsatunnel en Toulouse vertrekt.

### Sabiñánigo - Huesca - Zaragoza
Ten zuiden van Sabiñánigo wordt de N-330 momenteel omgebouwd tot de autovía A-23 die op termijn van de Somport naar Zaragoza moet lopen. Als onderdeel van dit project werden al de zeven tunnels van Monrepós gerealiseerd.

### Zaragoza - Teruel
Na Zaragoza gaat de N-330 verder zuidwaarts en wordt vanaf Daroca de nationale weg N-234. Deze weg loopt bijna helemaal parallel aan de A-23 tot aan Teruel.

### Teruel - Alicante
Ten zuiden van Teruel wordt hij weer de N-330 en volgt de rivier de Turia. Op een gegeven moment takt de N-420 westwaarts af van de N-330 over de bergen Rincón de Valencia (1000 m). De weg splitst zich daar op in de N330 en de N-330a. Ze lopen nagenoeg gelijk aan de rivier. Bij Marizaneruela komen ze weer samen en het gaat dan zuidwaarts richting Utiel en de Autovía A-3 in de provincie Valencia. Bij Requena gaat de weg wederom zuidwaarts door de Sierra Martes met een aansluiting op de N-322 en dan over de Puerto de Cruz de Confrentes en dan omlaag richting de rivier Rio Xúquer. Daarna passeert de weg het nationale park Reserva Nacional de Muela de Cortes en een serie olijfboomgaarden richting Almansa en de Autovía A-31. Bij Alicante wordt de kust bereikt.